# The X Factor (album)
The X Factor este un album de heavy metal al trupei britanice Iron Maiden. Albumul a fost lansat pe 2 octombrie 1995, este al zecelea album de studio al formației și primul care îl are pe Blaze Bayley ca vocal, dupa ce Bruce Dickinson a parasit formatia pentru a se dedica proiectelor sale solo.
Piesele "Man On The Edge" și "Lord Of The Flies" au fost lansate ca single-uri.
Ediția japoneză mai conține un CD bonus cu următoarele piese:
1. Justice of the Peace (3:34)
2. I Live My Way (3:48)
3. Judgement Day (4:02)

## Tracklist
1. "Sign of the Cross" (Harris) – 11:17
2. "Lord of the Flies" (Harris, Gers) – 5:03
3. "Man on the Edge" (Bayley, Gers) – 4:13
4. "Fortunes of War" (Harris) – 7:23
5. "Look for the Truth" (Bayley, Gers, Harris) – 5:10
6. "The Aftermath" (Harris, Bayley, Gers) – 6:20
7. "Judgement of Heaven" (Harris) – 5:12
8. "Blood on the World's Hands" (Harris) – 5:57
9. "The Edge of Darkness" (Harris, Bayley, Gers) – 6:39
10. "2 A.M." (Bayley, Gers, Harris) – 5:37
11. "The Unbeliever" (Harris, Gers) – 8:10

## Componență
- Blaze Bayley - voce
- Steve Harris - bas
- Janick Gers - chitară
- Dave Murray - chitară
- Nicko McBrain - baterie